# Ronnie Schildknecht
Ronnie Schildknecht (* 19. September 1979 in Samstagern) ist ein ehemaliger Schweizer Duathlet und Triathlet. Er ist vielfacher Schweizermeister Duathlon, elffacher Ironman-Sieger (2007–2016) und er wird in der Bestenliste Schweizer Triathleten auf der Ironman-Distanz geführt.

## Werdegang
Ronnie Schildknecht betreibt Triathlon seit 2000.
Er konnte bis heute (2016) neun Mal auf der Triathlon-Langdistanz (3,86 km Schwimmen, 180,2 km Radfahren und 42,195 km Laufen) den Ironman Switzerland in Zürich gewinnen. Einzig im Jahre 2014 konnte er den Sieg nicht holen.

Auch auf der Halbdistanz siegte er beim Ironman 70.3 Switzerland in Rapperswil-Jona von 2007 bis 2009 dreimal in Folge. Seit 2002 startete er für das EWZ Power Team.

### Vizeweltmeister Duathlon-Langdistanz 2007
2007 wurde Ronnie Schildknecht in den Niederlanden hinter dem Belgier Benny Vansteelant Vizeweltmeister auf der Duathlon-Langdistanz. Im Oktober 2008 wurde er als bester Schweizer Vierter beim Ironman Hawaii (Ironman World Championships). 2008, 2009, 2010, 2011, 2012 und 2013 wurde er Schweizermeister Duathlon.

### Schnellster Schweizer auf der Ironman-Distanz 2011
Im November 2011 erreichte er beim Ironman Florida eine Zeit unter acht Stunden, verbesserte damit den Streckenrekord und erstellt damit eine neue Bestzeit über die Ironman-Distanz in Nordamerika, welche erst 2017 wieder vom US-Amerikaner Matt Hanson unterboten werden kann.

Im Juli 2013 schaffte er mit seinem Sieg in Zürich als erster Triathlet, einen Ironman sieben Mal in Folge für sich zu entscheiden.

### Ironman European Championship 2014
Im Juli 2014 wurde er Vierter bei den Ironman European Championships in Frankfurt am Main.
Beim Ironman Texas wurde er im Mai 2015 Dritter. Im Juni wurde er in Schweden Sechster bei der ITU-Weltmeisterschaft auf der Langdistanz. Am 24. Juli 2016 gewann er zum neunten Mal den Ironman in Zürich – und konnte damit als erster Athlet so viele Siege in einem einzelnen Rennen erzielen. Bis 2018 startete Ronnie Schildknecht für das BMC Vifit Pro Triathlon Team.
Mit seinem zweiten Rang beim Ironman Texas konnte er im April 2017 die schnellste Zeit eines Schweizer Athleten auf der Ironman-Distanz auf 7:56:21 h verbessern. 2018 startete der damals 39-Jährige zum elften Mal beim Ironman Hawaii, konnte das Rennen aber nicht beenden.
Ronnie Schildknecht beendete im September 2021 nach dem Ironman Switzerland seine aktive Zeit. Er ist als Coach tätig.
Ronnie Schildknecht ist der Enkel des Radrennfahrers Fritz Schär (1926–1997). Er lebt mit seiner Frau und einer Tochter in Samstagern.

## Auszeichnungen
- Swiss Triathlon Award 2016 (Schweizer Triathlet des Jahres)[6]

## Sportliche Erfolge
| Datum/Jahr    | Rang | Wettbewerb                          | Austragungsort   | Zeit       | Bemerkung                                                       |
| ------------- | ---- | ----------------------------------- | ---------------- | ---------- | --------------------------------------------------------------- |
| 2. Feb. 2018  | 8    | Ironman 70.3 Dubai                  | Dubai            | 03:47:08   |                                                                 |
| 25. Nov. 2017 | 7    | Ironman 70.3 Bahrain                | Manama           | 03:51:23   |                                                                 |
| 3. Sep. 2017  | 2    | TriStar111 Rorschach                | Rorschach        | 03:58:52   |                                                                 |
| 11. Juni 2017 | 6    | Ironman 70.3 Switzerland            | Rapperswil-Jona  |            |                                                                 |
| 1. Apr. 2017  | 3    | Ironman 70.3 California             | Oceanside        | 03:57:49   | [ 7 ]                                                           |
| 7. Juni 2015  | 4    | Ironman 70.3 Switzerland            | Rapperswil-Jona  | 03:54:19   |                                                                 |
| 23. Aug. 2014 | 3    | Ironman 70.3 Budapest               | Budapest         | 03:51:23   |                                                                 |
| 10. Aug. 2014 | 7    | Ironman 70.3 Germany                | Wiesbaden        | 04:12:27   | Siebter bei der Ironman 70.3 European Championship              |
| 15. März 2014 | 5    | Abu Dhabi International Triathlon   | Abu Dhabi        | 03:17:54   | auf der Kurzdistanz                                             |
| 23. Juni 2013 | 1    | CityTriathlon Heilbronn             | Heilbronn        | 02:57:02   | [ 8 ]                                                           |
| 30. März 2013 | 4    | Ironman 70.3 California             | Oceanside        | 03:52:09   |                                                                 |
| 20. Jan. 2013 | 2    | Ironman 70.3 South Africa           | Buffalo City     | 04:06:23   |                                                                 |
| 10. Nov. 2012 | 2    | Ironman 70.3 Lanzarote              | Lanzarote        | 04:11:27   |                                                                 |
| 2. Sep. 2012  | 4    | Challenge Walchsee-Kaiserwinkl      | Walchsee         | 03:55:06   |                                                                 |
| 24. Juni 2012 | 3    | CityTriathlon Heilbronn             | Heilbronn        | 02:50:06   | Dritter hinter dem Sieger Sebastian Kienle                      |
| 1. Apr. 2012  | 3    | Ironman 70.3 Texas                  | Galveston Island | 03:48:49   |                                                                 |
| 22. Jan. 2012 | 2    | Ironman 70.3 South Africa           | Buffalo City     | 04:12:56   |                                                                 |
| 23. Okt. 2011 | 2    | Ironman 70.3 Austin                 | Austin           | 03:49:48   |                                                                 |
| 4. Sep. 2011  | 1    | Challenge Walchsee-Kaiserwinkl      | Walchsee         | 03:49:20   | [ 10 ]                                                          |
| 28. Aug. 2011 | 2    | Schweizer Meisterschaften Triathlon | Uster            |            | Schweizer Triathlon-Vizemeister, hinter Ruedi Wild              |
| 5. Juni 2011  | 2    | Ironman 70.3 Switzerland            | Rapperswil       | 03:51:23   |                                                                 |
| 10. Apr. 2011 | 8    | Ironman 70.3 Texas                  | Galveston Island | 03:53:33   |                                                                 |
| 3. Apr. 2011  | 4    | Ironman 70.3 California             | Oceanside        | 03:56:57   |                                                                 |
| 29. Aug. 2010 | 2    | Uster Nationaler Triathlon          | Uster            |            | Zweiter über die olympische Distanz hinter Jan van Berkel       |
| 4. Juli 2010  | 1    | Sempachersee-Triathlon              | Nottwil          | 02:00:41   | Sieger vor dem Österreicher Andreas Giglmayr                    |
| 6. Juni 2010  | 2    | Ironman 70.3 Switzerland            | Rapperswil-Jona  | 03:54:29   | hinter dem Deutschen Michael Raelert                            |
| 7. Juni 2009  | 1    | Ironman 70.3 Switzerland            | Rapperswil       | 03:54:40   |                                                                 |
| 4. Apr. 2009  | 3    | Ironman 70.3 California             | Oceanside        | 03:54:14   |                                                                 |
| 1. Juni 2008  | 1    | Ironman 70.3 Switzerland            | Rapperswil-Jona  | 03:51:45   | [ 14 ]                                                          |
| 3. Juni 2007  | 1    | Ironman 70.3 Switzerland            | Rapperswil-Jona  | 03:46:39   | Ronnie Schildknecht siegt vor seinem Landsmann Christoph Mauch. |
| 2002          | 1    | Züri Triathlon                      | Zürich           | 01:54.33,3 |                                                                 |
| 2001          | 3    | Züri Triathlon                      | Zürich           | 01:56.53,5 |                                                                 |

| Datum/Jahr    | Rang | Wettbewerb                                      | Austragungsort | Zeit       | Bemerkung |
| ------------- | ---- | ----------------------------------------------- | -------------- | ---------- | --- |
| 5. Sep. 2021  | 18   | Ironman Switzerland                             | Thun           | 08:37:53   | |
| 21. Juli 2019 | 5    | Ironman Switzerland                             | Zürich         | 08:37:53   | |
| 13. Okt. 2018 | DNF  | Ironman Hawaii                                  | Hawaii         | –          | |
| 29. Juli 2018 | 5    | Ironman Switzerland                             | Zürich         | 08:21:52   | |
| 15. Apr. 2018 | 5    | Ironman South Africa                            | Port Elizabeth | 08:23:09   | |
| 14. Okt. 2017 | 31   | Ironman Hawaii                                  | Hawaii         | 08:50:30   | |
| 22. Apr. 2017 | 2    | Ironman Texas                                   | The Woodlands  | 07:56:21   | mit neuer persönlicher Bestzeit                                                                                                  |
| 8. Okt. 2016  | 15   | Ironman Hawaii                                  | Hawaii         | 08:29:11   | Ironman World Championship |
| 24. Juli 2016 | 1    | Ironman Switzerland                             | Zürich         | 08:17:04   | neunter Sieg in Zürich |
| 29. Mai 2016  | 7    | Ironman Brasil                                  | Florianópolis  | 08:19:59   | |
| 10. Apr. 2016 | 9    | Ironman South Africa                            | Port Elizabeth | 08:32:10   | |
| 10. Okt. 2015 | DNF  | Ironman Hawaii                                  | Big Island     | –          | Aufgabe nach der Radstrecke |
| 19. Juli 2015 | 1    | Ironman Switzerland                             | Zürich         | 08:21:19   | |
| 27. Juni 2015 | 6    | ITU Long Distance Triathlon World Championships | Motala         | 04:58:23   | Triathlon-Weltmeisterschaft auf der Langdistanz                                                                                  |
| 16. Mai 2015  | 3    | Ironman Texas                                   | The Woodlands  | 08:21:03   | |
| 11. Okt. 2014 | 12   | Ironman Hawaii                                  | Hawaii         | 08:33:35   | Ironman World Championship |
| 6. Juli 2014  | 4    | Ironman Germany                                 | Frankfurt      | 08:12:54   | Ironman European Championship |
| 28. Juli 2013 | 1    | Ironman Switzerland                             | Zürich         | 08:33:39   | Ronnie Schildknecht schaffte in Zürich seinen siebten Sieg in Folge.                                                             |
| 14. Apr. 2013 | 1    | Ironman South Africa                            | Port Elizabeth | 08:11:24   | achter Ironman-Sieg |
| 17. März 2013 | DNF  | Ironman Los Cabos                               | Los Cabos      | –          | Rennabbruch auf der Laufstrecke                                                                                                  |
| 13. Okt. 2012 | 19   | Ironman Hawaii                                  | Hawaii         | 08:50:18   | |
| 15. Juli 2012 | 1    | Ironman Switzerland                             | Zürich         | 08:17:13   | |
| 5. Nov. 2011  | 1    | Ironman Florida                                 | Panama City    | 07:59:42   | Ronnie Schildknecht erreichte seinen sechsten Ironman-Sieg mit neuer Streckenrekordzeit und neuer persönlicher Ironman-Bestzeit. |
| 8. Okt. 2011  | DNF  | Ironman Hawaii                                  | Big Island     | –          | Aufgabe auf der Laufstrecke |
| 10. Juli 2011 | 1    | Ironman Switzerland                             | Zürich         | 08:19:51   | |
| 9. Okt. 2010  | 15   | Ironman Hawaii                                  | Hawaii         | 08:32:51   | |
| 27. Juli 2010 | 1    | Ironman Switzerland                             | Zürich         | 08:12:40   | |
| 10. Okt. 2009 | 18   | Ironman Hawaii                                  | Big Island     | 08:49:15   | |
| 12. Juli 2009 | 1    | Ironman Switzerland                             | Zürich         | 08:20:00   | |
| 1. Okt. 2008  | 4    | Ironman Hawaii                                  | Big Island     | 08:21:46   | als bester Schweizer |
| 13. Juni 2008 | 1    | Ironman Switzerland                             | Zürich         | 08:16:05   | vor dem Zweitplatzierten Stefan Riesen                                                                                           |
| 24. Juni 2007 | 1    | Ironman Switzerland                             | Zürich         |            | Ronnie Schildknecht siegt in Zürich.                                                                                             |
| 2006          | 15   | Ironman Hawaii                                  | Big Island     | 08:34:35   | |
| 2. Juli 2006  | 5    | Ironman Switzerland                             | Zürich         | 08:37:36,1 | |
| 2005          | 9    | Ironman South Africa                            | Port Elizabeth | 09:12:43   | |
| 9. Nov. 2002  | 7    | Ironman Florida                                 | Panama City    | 08:53:59   | |

| Datum/Jahr    | Rang | Wettbewerb                                        | Austragungsort    | Zeit       | Bemerkung |
| ------------- | ---- | ------------------------------------------------- | ----------------- | ---------- | --- |
| 12. Mai 2013  | 1    | SUI Duathlon National Championships               | Schweiz           | 01:27:30   | Duathlon-Staatsmeister                                                                                          |
| 13. Mai 2012  | 1    | SUI Duathlon National Championships               | Zofingen          |            | Schweizer Duathlon-Meister – beim Intervall Duathlon Zofingen                                                   |
| 29. Apr. 2012 | 1    | Rheintal Duathlon                                 | Marbach           | 00:50:14   | |
| 15. Mai 2011  | 1    | Intervall Duathlon Zofingen                       | Zofingen          | 01:27:18   | 4 km Laufen, 16 km Radfahren, 4 km Laufen, 16 km Radfahren und 4 km Laufen                                      |
| 25. Apr. 2011 | 1    | SUI Duathlon National Championships               | Marbach           | 00:48:40   | Schweizer Duathlon-Meister beim Rheintal Duathlon                                                               |
| 16. Mai 2010  | 1    | SUI Duathlon National Championships               | Zofingen          |            | Schweizer Duathlon-Meister beim Intervall-Duathlon Zofingen                                                     |
| 2. Mai 2010   | 3    | ETU Duathlon European Championships               | Nancy             | 01:38:10   | 10 km Laufen, 40 km Radfahren und 5 km Laufen                                                                   |
| 25. Apr. 2010 | 1    | Rheintal Duathlon                                 | Marbach           |            | Ronnie Schildknecht konnte hier den Sieg aus dem Vorjahr wiederholen und gewann vor seinem Landsmann Andy Sutz. |
| 10. Mai 2009  | 1    | SUI Duathlon National Championships               | Irchel            | 01:30:02,4 | Schweizer Duathlon-Meister beim Irchel-Duathlon                                                                 |
| 26. Apr. 2009 | 1    | Rheintal Duathlon                                 | Marbach           | 00:48:31   | |
| 20. Apr. 2008 | 1    | ETU Long Distance Duathlon European Championships | Horst aan de Maas | 02:38:11   | 15 km Laufen, 60 km Radfahren und 7,5 km Laufen                                                                 |
| 2008          | 1    | SUI Duathlon National Championships               | Zofingen          |            | Schweizer Duathlon-Meister beim Intervall-Duathlon Zofingen                                                     |
| 22. Apr. 2007 | 2    | ETU Long Distance Duathlon European Championships | Horst aan de Maas |            | Vizeeuropameister Duathlon-Langdistanz                                                                          |
| 2002          | 6    | Powerman Zofingen                                 | Zofingen          |            | |

(DNF – Did Not Finish)